# ماری پیرس
 ماری پیرس (فرانسوی: Mary Pierce‎؛ زاده ۱۵ ژانویهٔ ۱۹۷۵) یک تنیس‌باز اهل فرانسه است.